# Port lotniczy Atlantic City
Port lotniczy Atlantic City (IATA: ACY, ICAO: KACY) – port lotniczy położony w mieście Atlantic City, w stanie New Jersey, w Stanach Zjednoczonych.